# Tropinezuur
Tropinezuur is een organische verbinding met als brutoformule C9H10O3. De zuivere stof komt voor als een wit kristallijn poeder dat goed oplosbaar is in water, benzeen, ethanol en di-ethylether.
Tropinezuur is een bouwsteen voor de synthese van atropine en hyoscyamine.